# Matz Sels
Matz Willy Els Sels (* 26. Februar 1992 in Lint) ist ein belgischer Fußballtorwart, der aktuell bei Nottingham Forest unter Vertrag steht.

## Karriere

### Verein

#### Jugend
Matz Sels begann seine Jugendkarriere in Kontich, bevor er im Alter von sieben Jahren zu Lierse SK wechselte. Dort trat er 2010 der ersten Mannschaft bei. Sels gab sein Teamdebüt für Lierse SK zu Beginn der Saison 2012/13, als er Eiji Kawashima ersetzte, der zu Standard Lüttich gewechselt war. Nach den 30 Spielen in der Liga-Hauptphase weigerte er sich, seinen Vertrag zu verlängern und wurde zurück in die zweite Mannschaft geschickt.

#### KAA Gent
Am 3. Januar 2014 wechselte Sels zur KAA Gent, einem weiteren Klub der Division 1A. Dort trat er die Nachfolge von Frank Boeckx an, dessen Vertrag am Ende der Saison ausgelaufen war. Am 14. Januar 2014 debütierte er in Gent gegen KV Kortrijk im Viertelfinale des belgischen Pokals. An diesem Tag hielt Sels einige Elfmeter im Elfmeterschießen. Matz Sels stand vier Tage später in der Division 1A gegen dieselbe Mannschaft in der Anfangsformation. In der Saison 2014/15 war er einer der Schlüsselspieler, die es La Gantoise ermöglichten, zum ersten Mal in ihrer Geschichte belgischer Meister zu werden. Dieser Erfolg ermöglichte es Gent, sich für die Champions League zu qualifizieren. Bei seinem Debüt in der Champions League hielt Sels unter anderem einen Elfmeter von Alexandre Lacazette, was das 1:1 gegen Olympique Lyon sicherte. Am 13. Januar 2016 wurde er zum Torwart des Jahres gewählt.

#### Newcastle United
Am 29. Juni 2016 schloss sich Sels Newcastle United mit einem Fünfjahresvertrag und einer gemeldeten Ablösesumme von 6,5 Millionen Pfund an. Sels machte sein Newcastle-Debüt in der Meisterschaft am 5. August gegen den FC Fulham. Er hielt zwischen dem 20. August und dem 13. September 2016 eine Serie von vier Gegentreffern. Sels geriet unter heftigen Beschuss von Newcastle-Fans, weil er am 24. September bei Aston Villa einen späten Ausgleich von Aaron Tshibola ermöglichte. Trotz der Unterstützung von Trainer Rafa Benítez während der Woche, verlor Sels seinen Stammplatz an Karl Darlow gegen Norwich City am 28. September. Seine Verdrängung aus der Aufstellung erhielt auch in seiner Heimat Belgien bemerkenswerte Medienberichterstattung. Als Newcastles den nächste Ligapokal-Titel gewann, war es Sels, der in der Startelf stand und beim 6:0-Sieg über Preston North End am 25. Oktober ohne Gegentreffer blieb.

#### RSC Anderlecht
Als sich Frank Boeckx nach der Saison 2016/17 einer Operation am Rücken unterzog, wollte Anderlecht Sels als Ersatz. Der Transfer schien zunächst zu scheitern, doch am Ende gelang es Anderlecht, den Torhüter leihweise zu verpflichten.
Sein inoffizielles Debüt für Anderlecht gab Sels in einem Freundschaftsspiel gegen den FC Red Bull Salzburg, das Anderlecht mit 1:4 verlor. Sein offizielles Debüt gab er 2017 im belgischen Supercup, den Anderlecht mit 2:1 gegen den SV Zulte Waregem gewann. In der Hinrunde war die Torwarthierarchie zwischen Sels und Böckx aufgrund des Rotationssystems von Trainer Hein Vanhaezebrouck nicht ganz klar, doch am Ende stand Sels in der Saison 2017/18 am häufigsten im Tor.
Anderlecht versuchte nach der Saison 2017/18, Sels von Newcastle fest zu verpflichten, scheiterte aber.

#### Racing Straßburg
Im Juli 2018 unterzeichnete Sels einen Vertrag bis Mitte 2022 bei Racing Straßburg französischen in der Ligue 1. Der französische Klub zahlte rund vier Millionen Euro an Newcastle.  Sels wurde sofort Stammtorhüter. Sein Vertrag wurde daher im Oktober 2019 um zwei Spielzeiten verlängert, sodass er bis 2024 beim Klub unter Vertrag steht. In seiner ersten Saison gewann er den Coupe de la Ligue mit dem Verein, obwohl er in diesem Turnier aufgrund von Bingourou Kamara nie spielte. Auch in seiner zweiten Saison war Sels Stammtorhüter bei Straßburg und bestritt sechs Europa-League-Spiele (gegen Maccabi Haifa, Lokomotiv Plovdiv und Eintracht Frankfurt). Die Saison 2020/21 war jedoch aufgrund einer Achillessehnenverletzung, die er sich im Juli 2020 zugezogen hatte, weitgehend erfolglos.

#### Nottingham Forest
Anfang Februar 2024 wechselte er in die Premier League zu Nottingham Forest.

### Nationalmannschaft
Matz Sels nahm 2013 mit der U20 Belgiens am Turnier von Toulon teil.
Am 2. Oktober 2015 wurde Sels in den Kader der belgischen A-Nationalmannschaft für die Qualifikationsspiele zur EM 2016 gegen Andorra und Israel sowie für die Freundschaftsspiele gegen Italien und Spanien berufen.
Mit 37 Spielen in allen Wettbewerben (Meisterschaft, Pokale und Champions League) mit Anderlecht in der Saison 2017/18 wurde er Teil des 28-Mann-Kaders, die von Roberto Martinez für die Weltmeisterschaft 2018 ausgewählt wurden. In den finalen Kader, bestehend aus 23 Spielern schaffte er es allerdings nicht.
Im Mai 2019 wurde Sels für die Qualifikation zur EM 2020 nominiert.
Juni 2021 debütierte Sels für die erste Auswahl in einem Freundschaftsspiel gegen Griechenland, indem er Simon Mignolet in der Nachspielzeit ersetzte.

## Erfolge
- Division 1A: 2015
- Coupe de la Ligue: 2019